# 左賢
左賢（1420年—？），字時彥，順天府宛平縣人，明朝政治人物。進士出身。

## 生平
順天府鄉試第一百三十二名。天順元年（1457年）丁丑科會試第一百九十二名，殿試登進士第三甲第一百零一名。

## 家族
曾祖左彬卿，曾任元學正。祖父左謙，贈廣東右參議。父亲左德順。